# Sermiligaaq
Sermiligaaq [ˌsɜmːiliˈɣɑːq] (nach alter Rechtschreibung Sermiligâĸ; Tunumiisut Tsermilingaar [ˌt͡sɜmːiɾiˈŋɑː(q)]) ist eine grönländische Siedlung im Distrikt Ammassalik in der Kommuneqarfik Sermersooq.

## Lage
Sermiligaaq liegt an der Südspitze einer zerklüfteten Halbinsel am Ostufer des Fjords Qinngertivaq, der alternativ ebenfalls Sermiligaaq heißt und durch den Kaarali Gletsjer und den Apuseeq (Knud Rasmussen Gletsjer) gespeist wird. Südlich von Sermiligaaq verbindet der Sund Ikaasak den Fjord mit dem Kangertivartigajik. Direkt vor dem Dorf trennt der Ikaasattiaq Sermiligaaq von der Insel Immikkeerteq und der dahinter gelagerten kleineren Insel Aaluiartik. Der nächstgelegene Ort ist Kuummiit, das 29 km westlich liegt. Etwa auf halber Strecke befindet sich die verlassene US-amerikanische Luftwaffenbasis Bluie East Two (Ikkatteq).

## Geschichte
Es wird angenommen, dass Sermiligaaq in den 1930er Jahren besiedelt worden ist, wobei die Bewohner allesamt von einem nahegelegenen Wohnplatz namens Utoqqarmiut hierhergekommen waren. 1930 wird Utoqqarmiut letztmals mit 49 Bewohnern genannt, während für Sermiligaaq 1940 58 Einwohner gezählt wurden. 1950 lebten 77 Personen im Ort. 1958 wurde in Sermiligaaq eine Schulkapelle gebaut und zeitgleich von Den Kongelige Grønlandske Handel ein Depotladen errichtet, wobei der Ort offiziell kein Udsted war. 1960 hatte Sermiligaaq bereits 118 Einwohner und es wurde eine Wohnung für eine Geburtshelferin gebaut. 1965 erhielt Sermiligaaq eine Radioverbindung. 1970 lebten 139 Menschen im Ort. 1989 wurde die Schule ausgebaut.

## Infrastruktur und Versorgung
Sermiligaaq hat einen Hafen, der von Juli bis November angefahren werden kann. Aus der Luft kann der Ort über den Heliport Sermiligaaq erreicht werden. Der restliche Verkehr erfolgt mit Hundeschlitten und Schneemobilen.
Nukissiorfiit ist für die Strom- und Wasserversorgung zuständig. Müll wird deponiert und verbrannt und Abwasser ins Meer geleitet.

## Bebauung
Die Schule von Sermiligaaq unterrichtet etwa 30 Schüler bis zur siebten Klasse, wonach die Schüler nach Tasiilaq wechseln müssen. Im Ort befinden sich zudem eine Spielgruppe, ein Dorfbüro, ein Servicegebäude, ein Versammlungsgebäude mit Kiosk, eine Krankenstation, eine Feuerwehrstation, ein Postgebäude, eine Pilersuisoq-Filiale, die die Bewohner mit Waren versorgt, und die Kirche.

## Sport
Der 1983 gegründete Fußballverein S-83 Sermiligaaq nahm 2009 an der Grönländischen Fußballmeisterschaft teil.

## Bevölkerungsentwicklung
Die Einwohnerzahl von Sermiligaaq ist in den letzten 40 Jahren stark angestiegen.